# Cindy Novoa
Pour les articles homonymes, voir Novoa.
Cindy Novoa, de son nom complet Cindy Magali Novoa Díaz, née le 10 août 1995 à Achamal, petit village dans le département d'Amazonas au Pérou, est une footballeuse péruvienne.

## Biographie

### Carrière en club
Cindy Novoa fait ses debuts au Real Maracaná. En 2013, elle est prêtée au JC Sport Girls afin de disputer la Copa Libertadores féminine de 2013. 
C'est néanmoins à l'Universitario de Deportes qu'elle se fait un nom. En effet, elle rejoint le club en 2017 et remporte le championnat du Pérou en 2019 en tant que capitaine de l'équipe.

### Carrière en équipe nationale
Avec 14 matchs en équipe du Pérou, Cindy Novoa est internationale depuis sa convocation à la Copa América féminine de 2014. Elle a également été présente lors des Jeux panaméricains 2019, organisés à Lima, ainsi qu'à la Copa América 2022 en Colombie.

## Palmarès
| Universitario de Deportes - Championnat du Pérou (2) : - Championne : 2019 et 2023. |  | Alianza Lima - Championnat du Pérou (1) : - Championne : 2021. |